# Akebono Tarō
Taro Akebono (nascido Chadwick Haaheo Rowan, Waimanalo, 8 de maio de 1969 – Tóquio, abril de 2024) foi um lutador de sumô japonês nascido nos Estados Unidos, que fez história ao se tornar o primeiro não-japonês a atingir o topo dos rankings no Sumô.
Teve curta carreira no MMA. Com seus 2,03 metros de altura causou um pouco de intimidação em seus adversários do pride. Em 31 de dezembro de 2006, Akebono se tornou mais conhecido, após perder uma luta para Giant Silva, o lutador mais alto da história do MMA.

## Cartel no MMA
| Cartel no MMA   |           |            |
| 4 lutas         | 0 vitória | 4 derrotas |
| Por nocaute     | 0         | 0          |
| Por finalização | 0         | 3          |
| Por decisão     | 0         | 1          |
| No contest      | 0         | 0          |

| Resultado | Recorde | Oponente     | Método                 | Evento                      | Data                   | Round | Tempo | Local         | Notas |
| Perdeu    | 0-4     | Giant Silva  | Submissão (Kimura)     | K-1 PREMIUM 2006 Dynamite!! | 31 de dezembro de 2006 | 1     | 1:02  | Osaka, Japão  |       |
| Perdeu    | 0-3     | Don Frye     | Submissão (guillotina) | Hero's 5                    | 3 de maio de 2006      | 2     | 3:50  | Toquio, Japão |       |
| Perdeu    | 0-2     | Bobby Ologun | Decisão (unânime)      | K-1 Premium 2005 Dynamite   | 31 de dezembro de 2005 | 3     | 5:00  | Osaka, Japão  |       |
| Perdeu    | 0-1     | Royce Gracie | Submissão (omoplata)   | K-1 PREMIUM 2004 Dynamite!! | 31 de dezembro de 2004 | 1     | 2:13  | Osaka, Japão  |       |

## Morte
Tarō morreu no início do mês de abril de 2024, mas sua morte só foi divulgada no dia 10 daquele mês, vitimado por insuficiência cardíaca, aos 54 anos.